# Tobo (Merakurak)
Tobo is een bestuurslaag in het regentschap Tuban van de provincie Oost-Java, Indonesië. Tobo telt 1405 inwoners (volkstelling 2010).